# Lista de canções de aniversário
Esta lista de canções de aniversário contêm sons que são equivalentes ao Happy Birthday To You, utilizados em ocasiões de aniversário.

## Baseadas noHappy Birthday to You
Estas são translações ou vairiações que contenham a mesma melodia que o tradicional inglês English Happy Birthday To You.
- Alemanha: "Zum Geburtstag viel Glück"
- Arábia Saudita: "Sana helwa ya gameel"[1]
- Argentina and Uruguay: "Que los cumplas feliz"[2]
  - "El payaso Plin-Plin" (children song with the same melody)
- Brasil: "Parabéns pra você"
- Canadá:
  - "Happy Birthday" (Canadá anglófono)
  - "Bonne fête à toi" (Canadá francófono)
- Chile: "Cumpleaños feliz"[3]
  - "Cumpleaños fatal" (parody)[4]
- China: "Zhu ni shengri kuaile"[5] (祝 你 生日 快乐)
- Colômbia: Japi verdi tu yu!, ¡Feliz cumpleaños a ti!
- Croácia: "Sretan rođendan ti"[6]
- Estônia: "Õnne soovime sul!"
- Finlândia: "Paljon onnea vaan"[7]
- França: "Joyeux anniversaire"
- Geórgia: "გილოცავ დაბადების დღეს" (gilotsav dabadebis dges)
- Grécia: "Να ζήσεις και χρόνια πολλά" (Na zisis ke hronia polla)
- Hong Kong:
  - Happy Birthday To You commonly sung in English
  - "Sang Yat Go" (生日歌): Happy Birthday To You in Cantonese lyrics
  - "Zuk Sau Go" (祝壽歌): 恭祝你　福壽與天齊　慶賀你生辰快樂
  - 年年都有今日 ("Nian Nian Dou You Jin Ri" or "Nin Nin Dou Yao Gum Yat")
  - 歲歲都有今朝 恭喜你..恭喜你. ("Gong Xi Ni Gong Xi Ni" or "Gong Hei Nei Gong Hei Nei)[8]
- Hungria: "Boldog szülinapot"
- Islândia: "Hann á afmæli í dag"[7]
- Índia: Janam Din Ki Shubh kaamanaye or "Birthday wishes to you", in English
- Israel:
  - Happy Birthday (em hebraico:  יום הולדת שמח Yom Huledet Same'ach)
- Itália: "Tanti auguri a te"[7]
- Japão:
  - お誕生日おめでとう (otanjōbi omedetō)
  - Happy Birthday to You often sung in English
- Coreia: 생일 축하 합니다 (saeng-il chukhahamnida)
- Malásia:
  - "Selamat Hari Jadi" - also commonly sung in English
  - "Allah selamatkan kamu" الله سلامتكن كامو (Traditional version)
- Países Baixos: "Een fijne verjaardag voor jou"
- Nova Zelândia: "Hari huritau ki a koe" (Māori)
- Filipinas: "Maligáyang Bátì"[7]
  - Happy Birthday to You also sung in English
- Portugal: Parabéns A Você
- Sérvia: "Danas nam je divan dan" (Cyrillic: "Данас нам је диван дан")[9][10]
- Eslovênia: "Vse najboljše za te"
- Espanha: "Cumpleaños Feliz" (also see below)
- Sri Lanka:
  - Língua tâmil: Pirantha Naal Valthukkal
- Suíça:
  - Suiça germanófona: "Zum Geburtstag viel Glück"
- Taiwan - "ㄓㄨˋ  ㄋㄧˇ  ㄕㄥ  ㄖˋ  ㄎㄨㄞˋ  ㄌㄜˋ" (祝 你 生日 快樂)
- Tanzânia: "Hongera Hongera"
- Turquia: "İyi ki doğdun (isim)"
- Reino Unido:
  - Gales: "Penblwydd hapus i chi"
- Uruguai: "Que los cumplas feliz"
- Venezuela: "Ay que noche tan preciosa"